# Angelo Targhini e Leonida Montanari
Angelo (o Angiolo) Targhini (Brescia, 1799 – Roma, 23 novembre 1825) e 
Leonida Montanari (Cesena, 26 aprile 1800 – Roma, 23 novembre 1825) sono stati due carbonari italiani membri di una delle cosiddette "vendite" (riunioni segrete carbonare), scoperti per aver tentato di uccidere un infiltrato. Furono condannati a morte per "lesa maestà" e giustiziati per decapitazione.

## Storia

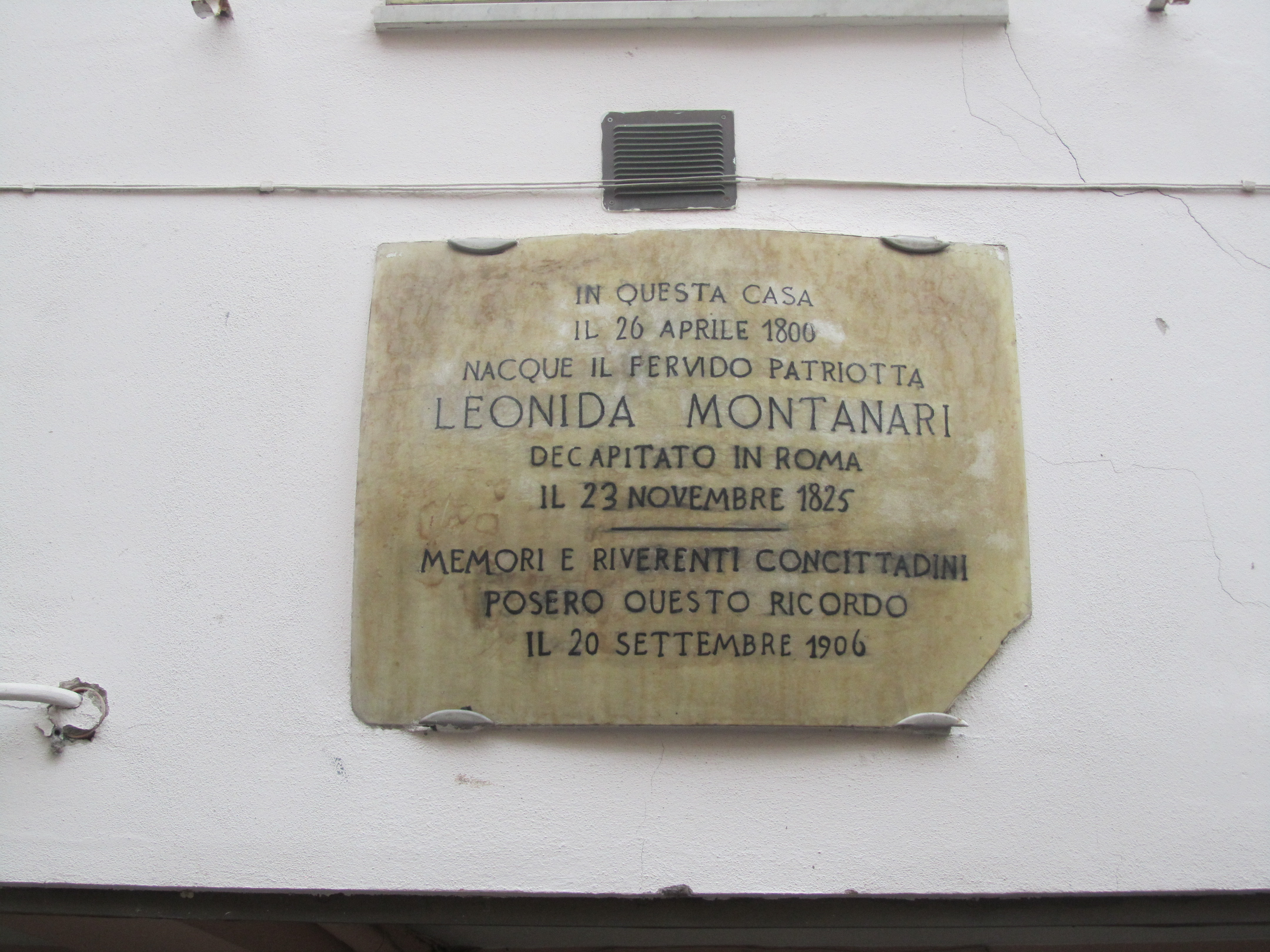
Targa commemorativa apposta sulla casa natale di Leonida Montanari a Cesena

Angelo Targhini, di madre cesenate e di padre bresciano, era, stando a Massimo d'Azeglio che conosceva Montanari, figlio del cuoco di Pio VII, e forse cuoco egli stesso nelle cucine papali, mentre Leonida Montanari, originario di Cesena, era un chirurgo e medico condotto di Rocca di Papa. La vendita carbonara che Targhini e Montanari avevano organizzato aveva subìto delle defezioni e, probabilmente per timore di tradimenti attivi, pare che Targhini avesse deciso di "dare una lezione" a qualcuno dei transfughi. Ne nacquero vere delazioni a cui seguirono una decina di arresti e condanne (tra cui quelle di altri tre romagnoli) e la loro condanna a morte. Regnava papa Leone XII.

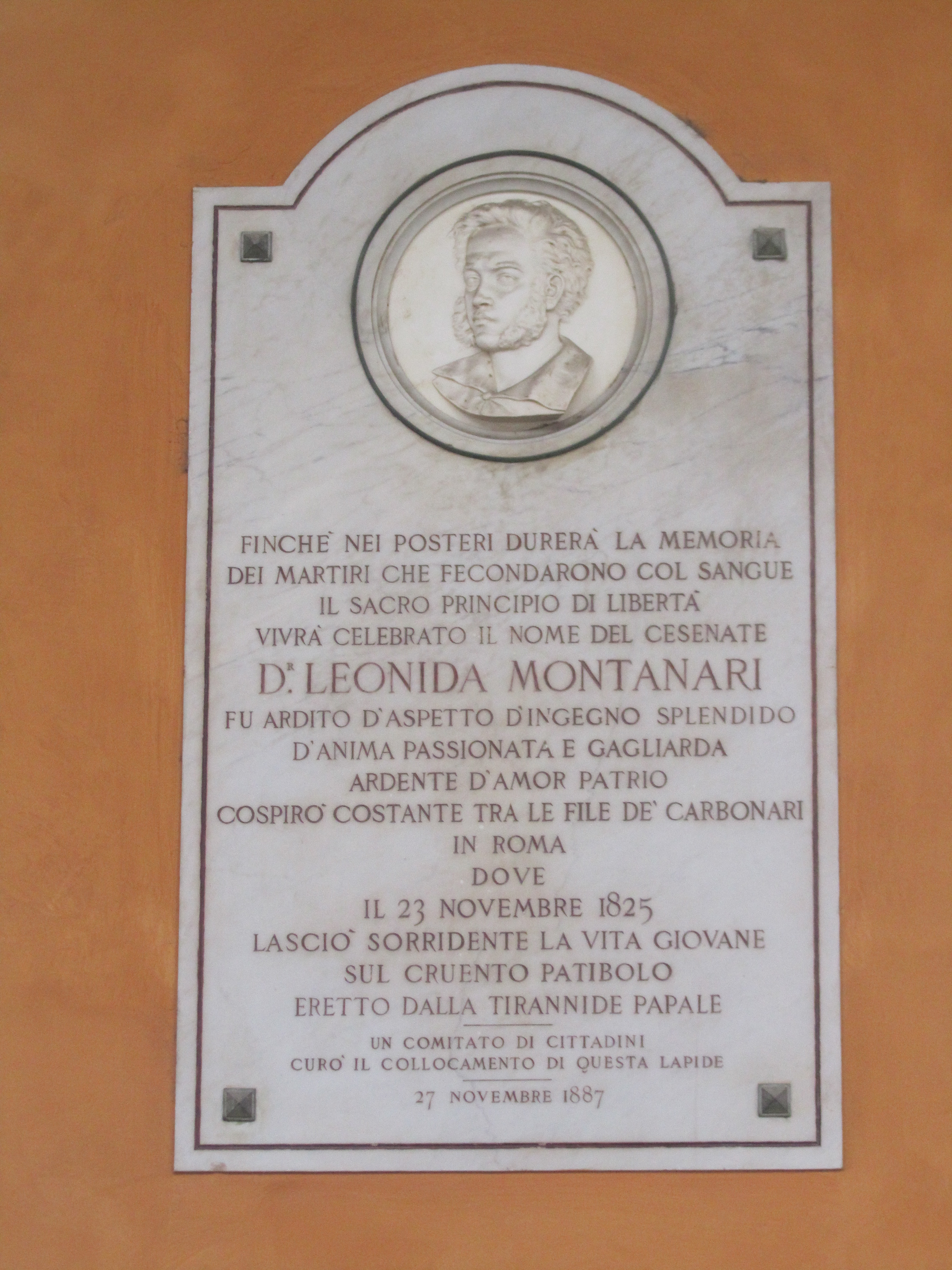
Targa commemorativa in memoria di Leonida Montanari, apposta sul palazzo comunale di Cesena nel 1887

L'esecuzione fu opera di Mastro Titta, boia dello Stato Pontificio dal 1796 al 1864.  Nel testo anonimo, una falsa autobiografia erroneamente a lui attribuita, del XIX secolo "Mastro Titta, il boia di Roma: memorie di un carnefice scritte da lui stesso" così vengono narrati i fatti:
Di questa esecuzione si fecero di molti discorsi in Roma, perché la tenebrosa associazione alla quale appartenevano incuteva spavento alla popolazione di Roma, onesta, timorata e fedele al Papa. Ma benché si sussurrasse di tumulti ed insurrezioni preparate dai loro confratelli, per sottrarli al patibolo, la tranquillità, grazie alle saggie ed energiche disposizioni adottate dal governo, non fu menomamente turbata. Ecco come si svolsero i fatti.
Un affigliato, certo Angiolo Targhini, romano, fu incaricato dell'operazione. Era un popolano d'animo deliberato e di braccio sicuro.
Una sera Targhini passa dalla farmacia Peretti e vedendo lo Spontini sulla porta, l'invita a seguirlo, dicendo dovergli parlare di cosa grave. Spontini accondiscende e lo segue.
Svoltano per il vicolo di Sant'Andrea buio e deserto: Targhini si guarda attorno un momento e, non vedendo nessuno, trae un pugnale dalla tasca in petto dell'abito e lo infigge in seno allo Spontini dalla parte del cuore. Spontini cade e Targhini si allontana con rapido passo con un altro che l'attendeva. Spontini non era morto.
Chiama aiuto; accorrono verso di lui due carabinieri pontifici che pattugliavano in quei pressi e lo trovarono seduto per terra, col capo appoggiato alla colonnetta, che stava sotto la cappelletta della Madonna, illuminata dalla lampada, sull'angolo del palazzo. Esaminatolo lo trovano ferito e vanno alla farmacia Peretti a chiedere se c'era qualche medico, per aiutare il malcapitato e giudicare se era trasportabile. Esce fuori il chirurgo Leonida Montanari di Cesena e s'avviano verso il ferito, sempre al medesimo posto. Montanari tira fuori la busta chirurgica, vi prende uno specillo, si mette a specillare la ferita e non la trova mortale. Ma uno dei carabinieri che osservava attentamente il Montanari, si accorge che collo specillo tentava di approfondire la ferita. Non gliene lascia il tempo; gli toglie lo specillo e gli lega i polsi con un buon paio di manette. Poi, chiamata man forte, condussero il Leonida Montanari alle carceri; Spontini alla Consolazione, ove lo guarirono della sua ferita. Fu eretto il processo contro il Targhini, del quale il ferito declinò il nome, accusandolo del fatto, e che venne tosto arrestato e contro il Montanari, che aveva tentato di compir l'opera, e, quantunque opponessero i più sfrontati dinieghi, furono condannati dalla Sacra Consulta alla decapitazione.
Si temeva che per l'esecuzione, gli altri settari volessero tentare qualche colpo audace, e furono prese tutte le disposizioni opportune. Quanto a me, sebbene avessi ricevuto una quantità di lettere anonime, che mi minacciavano di morte se avessi fatta l'esecuzione, ho compiuto il mio dovere senza esitanza.
Era uno spettacolo imponente. Piazza del Popolo era gremita di gente, come non la vidi mai. Quando vi arrivammo colla carretta i soldati stentarono ad aprirci il varco. Giunti sotto il palco, che avevo eretto durante la notte, col concorso del mio aiutante, Targhini prima e Montanari poi scesero colla maggior franchezza di questo mondo, e ne salirono i gradini circondati dai confortatori, saltellando quasi. Tutti i tentativi per indurli al pentimento ed alla confessione riuscirono vani. — Non abbiamo conto da rendere a nessuno: il nostro Dio sta in fondo alla nostra coscienza — rispondevano invariabilmente.
Avevo avuto ordine da Monsignor Fiscale di far presto e i confortatori, a quanto credo, lo stesso. Quindi non si perdette altro tempo. Li legai solidamente ai polsi, perché avevano rifiutato di lasciarsi bendare, poi spinsi innanzi Angelo Targhini, che porse il capo sorridendo alla ghigliottina e in un secondo fu spedito. Leonida Montanari mi salutò beffardamente dicendomi: «Addio collega.» e fece poi come il Targhini e come il Targhini lo spedii al Creatore.
Ci fu un subitaneo movimento nella folla; pareva volesse scoppiare un applauso. Ma la vista della forza armata la contenne e non si ebbe a deplorare il benché menomo incidente.»
Morendo, sia Targhini che Montanari si dichiararono "innocenti, carbonari e non credenti," in sintonia con la relazione di Mastro Titta, più sopra: "non abbiamo conto da rendere a nessuno: il nostro Dio sta in fondo alla nostra coscienza".
Furono sepolti entrambi al Muro Torto, nella terra sconsacrata dove finivano i suicidi, i ladri, i vagabondi e le prostitute.
Ancora oggi a sinistra di Porta del Popolo, sul fianco della caserma dei carabinieri, si può leggere la lapide apposta nel 1909 in memoria dell'esecuzione dei due carbonari, di cui è autore Lorenzo Cozza.

## Filmografia
La storia è stata portata al cinema dal regista Luigi Magni, nel film Nell'anno del Signore (1969), con protagonista Nino Manfredi e, nei ruoli dei due rivoluzionari, Robert Hossein (Montanari) e Renaud Verley (Targhini). Robert Hossein, quarantenne all'epoca delle riprese, interpretó la parte di Montanari che in realtà aveva 25 anni quando fu giustiziato. Il doppiaggio conferì al carbonaro cesenate un accento romano.